# Brzeźno (województwo mazowieckie)
Brzeźno – wieś sołecka  w Polsce położona w województwie mazowieckim, w powiecie ostrołęckim, w gminie Goworowo. Leży nad rzeką Orz.
Do Brzeźna należy niesamodzielna wieś Brzeźno-Wieś.
Środkową część wsi zajmuje dawny pałac Marchwickich z przylegającym do niego folwarkiem.
Wierni Kościoła rzymskokatolickiego należą do parafii Podwyższenia Krzyża Świętego w Goworowie.

## Historia
W latach 1921–1939 miejscowość leżała w województwie białostockim, w powiecie ostrołęckim, w gminie Czerwin.
Majątek ziemski z pałacem i folwarkiem był własnością Stanisława Marchwickiego (1086 ha).
W Powszechnym Spisie Ludności z 1921 roku oddzielnie spisano pałac z folwarkiem i wieś (obecnie Brzeźno-Wieś). Folwark zamieszkiwały 152 osoby w 8 budynkach mieszkalnych.
Miejscowość należała do parafii rzymskokatolickiej w m. Goworowo. Podlegała pod Sąd Grodzki w Ostrołęce i Okręgowy w Łomży; właściwy urząd pocztowy mieścił się w m. Czerwin.
W wyniku agresji niemieckiej we wrześniu 1939 wieś znalazła się pod okupacją niemiecką. Od 1939 do wyzwolenia 1945 włączona w skład Generalnego Gubernatorstwa.
Po wyzwoleniu część majątku została rozparcelowana, reszcie utworzono Państwowe Gospodarstwo Rolne.
W latach 1975–1998 miejscowość administracyjnie należała do województwa ostrołęckiego.

## Zabytki
- zespół pałacowy z neoklasycystycznym pałacem z 1884 r.[12]